# Tampa International Airport
Tampa International Airport är en flygplats väster om staden Tampa i Florida i USA. Flygplatsen öppnade 1928 under namnet Drew Field Muncipal Airport, men 1952 bytte den namn. Flygplatsen har tre landningsbanor.
Tampa International Airport ligger 8 meter över havet. Flygplatsens IATA-kod är TPA och dess ICAO-kod KPTA.